# Burkina Fasó-i mecset elleni merénylet
A Burkina Fasó-i mecset elleni merénylet 2019. október 11-én pénteken este történt Burkina Faso egyik mecsetjében, ahol 16 ember meghalt, kettő pedig megsebesült. A merényletre akkor került sor, mikor a Malival közös határon álló Salmossi falu Nagymecsetjében a hívek bent imádkoztak. Az AFP jelentése szerint 13 ember a helyszínen meghalt, míg 3 ember később, a sérülések következtében vesztette életét.

## Előzmények
A líbiai polgárháború után, mivel sokfelé szétszóródtak a harcosok és a fegyverek, megnőtt a katonai támadások száma. A szomszédos Maliban Azawad területén olyan helyzet állt elő, melyben az országrész azzal fenyegetett, hogy kiválik az országból. 
Burkina Fasóban 2014-ben felkelés volt, mely Blaise Compaoré elnök év végi lemondásához vezetett. Burkina Faso a Transz-Szaharai Terrorellenes Kezdeményezés tagja, és mivel Maliban és Szudánban békefenntartókat állomásoztat, a régió szélsőségeseinek kedvelt célpontja. 2015-ig annak ellenére maradt békés az ország, hogy északi szomszédaiban, Maliban és Nigerben véres események történtek.  Azóta az ország északi majd keleti határain folyamatosan szivárogtak az országba az al-Káidához és az Iraki és Levantei Iszlám Államhoz kapcsolódó dzsihadista csoportok. Ez a beszivárgás egészen az ország nyugati és déli határaiig hatolt. 2015 óta a környékbeli országokban érzékelhető instabilitás és felkelések hatására Burkina Fasóban megszaporodtak a határokon átívelő támadások és betörések.
Ouagadougouban, az ország fővárosában az elmúlt években több nagyobb támadás is történt. 2016-ban egy hotel és étterem ellen elkövetett támadásban 30 embert, köztük külföldieket is, megöltek. 2017-ben egy hasonló támadás 19 ember életét követelte. Mindkét támadást az Iszlám Maghrebi al-Káida követte el. 2018. március 2-án legalább nyolc, alaposan felfegyverzett milicista hajtott végre robbantásokat a főváros különféle területein. A célpontok között szerepelt a francia nagykövetség és a Burkina Faso Hadseregének a központja is. Ekkor 16 ember – köztük 8 támadó – meghalt, 85 pedig megsebesült.
2019-ben az országban fellángoltak az etnikai és vallási ellentétek, mivel Burkina Fasóba is elértek az iszlamisták. A hatás sokkal inkább érzékelhető a Burkina Fasóval északon határos Maliban. Az AFP jelentései szerint a felkelők ötvözték az üss és fuss módszert a gerilla háborúskodással, az út menti taposóaknákkal és az öngyilkos robbantókkal. Ezen módszerek használatával a lázadók mintegy 600 embert öltek meg. A civil szervezetek becslései szerint azonban ez a szám akár az ezret is elérheti. Az AFP jelentései szerint legalább 300.000 ember vesztette el az otthonát, és 3000 iskolát zártak be. Az ország gazdasága nagyban mezőgazdasági, az összecsapások pedig nagy mértékben rá nyomják a bélyegüket a gazdaságra. Az összetűzések ellátási hiányokat okoztak a kereskedelemben és a piacokon.

## A merénylet
A merényletre Burkina Faso egyik északi mecsetjében került sor 2019. október 11-én. A támadásban 16 ember meghalt, kettő pedig megsebesült. Eközben a Malival határos Salmossi Nagymecsetjében imádkoztak a falu lakosai. Az AFP hírei szerint 13 ember a helyszínen meghalt, 3 pedig később, a sebesüléseik következtében vesztette életét.

## Elkövetők
A BBC október 12-én megjelent riportja szerint a támadásért egyetlen csoport sem vállalta a felelősséget.

## Következmények
A merénylet után Salmossi falu lakói elhagyták otthonaikat.
A környéke annak ellenére ellenzik külföldi erők Burkina Fasóban történő állomásozását, hogy egyre nagyobb teret hódítanak a a dzsihádisták támadásai. A terület Franciaország gyarmata volt, így csapataikat ma is rossz szemmel nézik az országban. Az AFP október 12-i szombati jelentése szerint mintegy 1000 ember vonult fel az ország fővárosában, Ouagadougouban, hogy „tiltakozzon a terrorizmus és a külföldi katonák afrikai bázisokon való jelenléte ellen.” Gabin Korbeogo, a felvonulás egyik szervezője szerint a terrorizmus elleni harc jegyében egyre több külföldi katonai bázist létesítenek Afrikában. Szerinte annak ellenére, hogy egyre több katona állomásozik itt Amerikából, Franciaországból, Németországból, Kanadából és más országokból, a terrorista csoportok inkább csak erősödtek.

## Reakciók
Egyesült Nemzetek Szervezete: António Guterres főtitkár elítélte a történteket, és mély részvétének adott hangot.